# Opisthoteuthidae

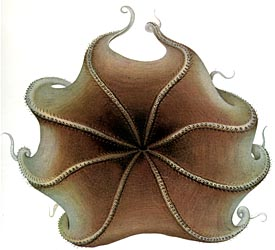
Opisthoteuthis extensa

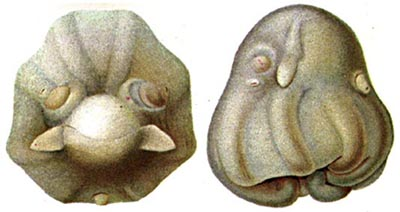
Opisthoteuthis medusoides

Opisthoteuthidae zijn een familie van inktvissen die voorkomen in de pelagische zone.

## Geslachten
- Cryptoteuthis Collins, 2004
- Grimpoteuthis Robson, 1932
- Luteuthis O'Shea, 1999
- Opisthoteuthis Verrill, 1883

### Synoniemen
- Cirroteuthopsis Grimpe, 1920 => Opisthoteuthis Verrill, 1883
- Enigmatiteuthis O'Shea, 1999 => Grimpoteuthis Robson, 1932